# Cmentarz żydowski w Głogowie
Najnowszy cmentarz żydowski w Głogowie – kirkut mieścił się przy ulicy Sienkiewicza. Powstał w XIX wieku. W 1937 nekropolia została zamknięta przez nazistów. W 1943 hitlerowcy urządzili w domu przedpogrzebowym magazyn zrabowanego mienia żydowskiego. Na terenie cmentarza wybudowano komendanturę, a nagrobki sprzedano kamieniarzom. Obecnie na miejscu kirkutu mieści się szkoła podstawowa.
Stary cmentarz żydowski w Głogowie - kirkut powstał w XVII wieku. Miał powierzchnię 1,1 ha.